# Whiteavesia
Whiteavesia is een geslacht van uitgestorven tweekleppigen, dat leefde van het Midden- tot het Laat-Ordovicium.

## Beschrijving
Deze tweekleppige oermossel had een driehoekige, ovale schelp, die zich versmalde naar de weinig aandachttrekkende wervel. Bij steenkernen (een afdruk van de binnenzijde van een organisme, waarbij alleen de vorm is behouden, niet de structuur) zag men soms de richels van het inwendige van de schelp, waarschijnlijk was er een onderling verband met de fijne sculptuur op de buitenkant. De lengte van de schelp bedroeg ongeveer 7 centimeter.

## Leefwijze
Dit geslacht leefde op de zeebodem, waar het zich vasthechtte met byssusdraden (een bundel elastische hechtdraden). Waarschijnlijk filterde het dier zijn voedsel uit het water.